# Rinorea scorpioidea
Rinorea scorpioidea är en violväxtart som först beskrevs av Boissieu, och fick sitt nu gällande namn av François Gagnepain. Rinorea scorpioidea ingår i släktet Rinorea och familjen violväxter. Inga underarter finns listade i Catalogue of Life.